# Étienne Lamy
Étienne Marie Victor Lamy (2. června 1845 Ciza – 9. ledna 1919) byl francouzský spisovatel a politik.
Studoval na Collège Stanislas a roku 1870 získal doktorát. Mezi lety 1871 a 1881 byl poslancem za departement Jura. Byl členem levice, ale přestoupil do républicain catholique a přispíval do Le Gaulois a Correspondant. Roku 1905 se stal členem Francouzské akademie, a roku 1913 získal funkci jejího stálého tajemníka.

## Dílo
- Le tiers parti (1868)
- L'Armée et la democratie (1889)
- La France du Levant (1898)
- Etudes sur le second empire (1895)
- La femme de demain (1899)
- Témoins de jours passés (1909, 1913)
- Au service des idées et des lettres (1909)
- Quelques œuvres et quelques œuvriers (1910, 1913)